# Rhynchospora elegantula
Rhynchospora elegantula là loài thực vật có hoa trong họ Cói. Loài này được Maury miêu tả khoa học đầu tiên năm 1889.